# Miguel Loayza
Miguel Ángel Loayza Ríos (Iquitos, 21 de junio de 1940-Buenos Aires, 19 de octubre de 2017) fue un futbolista peruano que se desempeñaba como interior derecho. Se destacó notablemente en el fútbol de Perú, Argentina y Colombia.
Loayza es uno de los jugadores más técnicos que ha producido el fútbol peruano, su técnica depurada, extraordinaria gambeta, explosión y gran dominio del balón ha sido reconocido por todos los que lo vieron jugar.
En su carrera como futbolista jugó en clubes como River Plate, Boca Juniors, F. C. Barcelona y Deportivo Cali, en este último es considerado ídolo histórico.
Era un mediapunta de depurada técnica, extraordinaria gambeta, explosión y gran dominio del balón que, entre finales de los cincuenta y sesenta, era ranqueado como uno de los más habilidosos jugadores sudamericanos de su generación. Su explosión fue muy rápida, apenas debutó con Ciclista Lima y en 1959 Barcelona decidió ficharlo para incorporarlo al plantel. Lamentablemente no llegó a adaptarse, duró poco en España y tuvo que regresar a Sudamérica enrolándose a Boca Juniors. Con los xeneizes tuvo un impresionante inicio, pero nuevamente tuvo altibajos que le costaron el puesto de titular acusado de ser habilidoso pero muy individualista. Con el paso del tiempo limó esa deficiencia y comenzó a ser más notable y regular jugando para Rosario Central destacándose muchísimo en la temporada 1964. 
A partir de 1965, su figura se volvió más trascendental como conductor de Huracán y, al año siguiente, formó una notable línea ofensiva de River Plate junto a Luis Cubilla, Ermindo Onega, Juan Carlos Lallana y Pinino Más, anotó siete goles en la Copa Libertadores de 1966 y llegó a la final, en la que cayó ante Peñarol. Luego volvió a Huracán y se volvió una figura histórica del Parque de los Patricios, allí lo apodarían el Maestrito debido a que decían que sus gambetas tenían carácter docente. Finalmente en 1969 pasó al Deportivo Cali, donde se hizo también ídolo en Colombia. Se ganó otro apodo, el del Mago, y condujo a su club a las semifinales de la Copa Libertadores de 1970. 
Con la selección de fútbol del Perú, formó la histórica línea ofensiva de aquel país que brilló en la Copa América de 1959 y goleo a Inglaterra en un amistoso en mayo. Para algunos Loayza fue uno de los mejores gambeteadores del fútbol sudamericano.

## Biografía
Debutó a los diecisiete años en el club Ciclista Lima y de inmediato demostró sus grandes cualidades con el balón, la afición lo llamaba cariñosamente Miguelito por su habilidad, carisma y juventud. Su fama trascendió rápidamente la frontera peruana y en 1959, se fue a España contratado por el F. C. Barcelona. Como algunos otros cracks sudamericanos de la época no se adaptó al fútbol ni al estilo de vida de Europa. Loayza tenía solo veinte años y los titulares en su puesto eran dos estandartes del F. C. Barcelona: Ladislao Kubala y Sándor Kocsis, por lo que jugó pocos partidos. 
En 1961 se incorporó al fútbol argentino, al ser adquirido por Boca Juniors, luego de un impresionante inicio, paulatinamente mostró muchos altibajos que lo llevaron a la suplencia, convirtiéndose en la principal pieza de recambio, todos reconocían su extraordinaria habilidad pero le discutían el hecho de no «jugar para el equipo», fue calificado de «excesivamente individualista» por directivos del equipo boquense, que por entonces jugaba un fútbol simple, potente y de mucha garra. 
Luego pasó por Rosario Central, su presencia le aportó a Central fútbol y gol. Su habilidad y la gran capacidad para la asistencia fue determinante para que el equipo rosarino aún sin tener grandes delanteros anote treinta y siete goles en treinta partidos, en la temporada 1964.
En 1965 llegó a Huracán, destacándose nítidamente, por lo que al año siguiente se fue al River Plate, en donde, ya maduro como futbolista, su habilidad y técnica le permitieron adaptarse fácilmente al estilo de juego que practicaba River Plate, conformando una gran delantera: Luis Cubilla, Miguel Loayza, Daniel Onega, Ermindo Onega y Pinino Más. Anotó siete goles en la Copa Libertadores de 1966 y disputó la final que River perdió ante Peñarol en un tercer partido de desempate.
Volvió para jugar en Parque de los Patricios en 1967 y 1968. Por esa época a Miguel Loayza le decían el Maestrito, el apodo obedecía a su notable habilidad y se decía que sus gambetas tenían carácter «docente». Se convirtió en la figura del equipo y mostrando todo su talento disputó setenta y cinco partidos e hizo treinta y un goles con el Globo de Jorge Newbery en el pecho. Fue además el referente para dos jóvenes jugadores que años después se convertirían en históricos del equipo: Miguel Brindisi y Carlos Babington.
Miguel Loayza es, además, el segundo futbolista peruano con más goles anotados en la historia del fútbol argentino, con un total de 48 goles en 128 partidos.
En 1969 va a Colombia, gana los campeonatos de 1969 y 1970 con el Deportivo Cali, convirtiéndose en ídolo y recibiendo otro apelativo: el Mago. En 1970 lleva al equipo caleño a semifinales de la Copa Libertadores, anotando ocho goles en diez partidos. Historiadores del país del norte de Sudamérica lo han considerado el mejor jugador del Deportivo Cali en toda su historia y uno de los mejores jugadores extranjeros llegados al fútbol Colombiano. Además de un dato curioso, es que fue secuestrado en Valparaíso (Chile) antes de disputar un partido de Copa Libertadores con el equipo caleño.
Miguelito Loayza ha sido uno de los más destacados gambeteadores del fútbol sudamericano, tuvo dimensión internacional y está entre los grandes de la historia del fútbol de Sudamérica.

## Selección peruana
Participó con la selección del Perú en la Copa América 1959 en Buenos Aires, conformando una de las mejores delanteras de la historia del fútbol peruano: Gómez Sánchez, Loayza, Joya, Terry (el ídolo de Loayza)y Seminario. El inicio fue brillante, Perú con Miguelito en el mediocampo y jugando un gran partido le jugó de igual a igual al Brasil de Pelé, Garrincha y Didí, empatándole 2 a 2. Posteriormente vencerían a Uruguay 5 a 3 (Loayza anotaría 3 goles) y perderían con Argentina 3 a 2 en un disputado encuentro. Luego el equipo disminuiría su nivel y terminaría en cuarto lugar. Loayza anotó cinco goles en seis partidos, terminando como el tercer goleador del torneo. Para entonces ya era una estrella del fútbol sudamericano.
El 18 de mayo de 1959, fue protagonista del recordado 4-1 con que la selección del Perú superó de manera contundente a la selección de Inglaterra, que jugó con sus grandes figuras como Bobby Charlton, Jimmy Greaves y Johnny Haynes. Miguelito estuvo imparable y se encargó de desequilibrar con su gambeta y explosión a la defensa inglesa
Después de emigrar al fútbol español, en 1960, Loayza al igual que muchos de sus compañeros (Joya, Seminario, Benítez, Gómez Sánchez, etc.), extrañamente, no volverían a ser convocados a la selección peruana por desidia de sus dirigentes, ya que, mientras destacaban en el exterior, Perú sería eliminado del Mundial de 1962 por un modesto Colombia y de 1966 por Uruguay sin ofrecer mucha resistencia, perdiéndose la oportunidad de contar con jugadores de gran nivel. Loayza solo jugó siete partidos con la selección y anotó cinco goles, todos en 1959 y cuando solo tenía diecinueve años.
Falleció el 18 de octubre de 2017 en Buenos Aires a los 77 años de edad.

### Participaciones en Copas América
| Copa                         | Sede      | Resultado    | PJ | Goles | Prom. |
| ---------------------------- | --------- | ------------ | -- | ----- | ----- |
| Campeonato Sudamericano 1959 | Argentina | Cuarto lugar | 6  | 5     | 0.83  |

## Estadísticas
| Equipo          | Temporadas | Partidos | Goles | Promedio |
| --------------- | ---------- | -------- | ----- | -------- |
| Ciclista Lima   | 1957-1959  | 40       | 15    | 0.37     |
| F. C. Barcelona | 1959-1961  | 10       | 8     | 0.80     |
| Boca Juniors    | 1961-1963  | 62       | 34    | 0.55     |
| Rosario Central | 1964       | 19       | 5     | 0.25     |
| Huracán         | 1965       | 29       | 6     | 0.21     |
| River Plate     | 1966       | 31       | 14    | 0.45     |
| Huracán         | 1967-1969  | 46       | 26    | 0.57     |
| Deportivo Cali  | 1969-1971  | 79       | 38    | 0.48     |
| Total           | 1957-1971  | 316      | 146   | 0.47     |

### Copas internacionales
| Temp. | Club           | País      | Torneo            | Part. | Goles | Media goleadora |
| ----- | -------------- | --------- | ----------------- | ----- | ----- | --------------- |
| 1966  | River Plate    | Argentina | Copa Libertadores | 12    | 7     | 0.58            |
| 1969  | Deportivo Cali | Colombia  | Copa Libertadores | 10    | 8     | 0.80            |
| 1970  | Deportivo Cali | Colombia  | Copa Libertadores | 8     | 3     | 0.38            |
| Total | Total          | Total     | Total             | 30    | 18    | 0.60            |

### Resumen estadístico
| Competición           | Partidos | Goles | Promedio |
| --------------------- | -------- | ----- | -------- |
| Primera división      | 314      | 144   | 0,46     |
| Copas nacionales      | 2        | 2     | 1,00     |
| Copas internacionales | 30       | 18    | 0,60     |
| Selección peruana     | 7        | 5     | 0,71     |
| Total                 | 353      | 169   | 0,48     |

## Palmarés

### Campeonatos nacionales
| Título                        | Club            | País      | Año  |
| ----------------------------- | --------------- | --------- | ---- |
| Liga Española                 | F. C. Barcelona | España    | 1960 |
| Primera División de Argentina | Boca Juniors    | Argentina | 1962 |
| Categoría Primera A           | Deportivo Cali  | Colombia  | 1969 |
| Categoría Primera A           | Deportivo Cali  | Colombia  | 1970 |

### Copas internacionales
| Título         | Club            | Sede      | Año  |
| -------------- | --------------- | --------- | ---- |
| Copa de Ferias | F. C. Barcelona | Barcelona | 1960 |